# Gamvik
Gmina Gamvik (norw. Gamvik kommune) – norweska gmina leżąca w okręgu Finnmark. Jej siedzibą jest miasto Mehamn.
Gamvik jest 60. norweską gminą pod względem powierzchni.

## Demografia
Według danych z roku 2005 gminę zamieszkuje 1114 osób. Gęstość zaludnienia wynosi 0,79 os./km². Pod względem zaludnienia Gamvik zajmuje 397. miejsce wśród norweskich gmin.
| ludność stan na 1 stycznia 2005 |         |           |       |
|                                 | kobiety | mężczyźni | razem |
| osób                            | 568     | 546       | 1114  |
| %                               | 50,99%  | 49,01%    | 100%  |

| wykształcenie stan na 1 października 2004 |            |         |        |          |
|                                           | podstawowe | średnie | wyższe | nieznane |
| osób                                      | 320        | 447     | 100    | 41       |
| %                                         | 35,24%     | 49,23%  | 11,01% | 4,52%    |

## Edukacja
Według danych z 1 października 2004:
- liczba szkół podstawowych (norw. grunnskolar): 4
- liczba uczniów szkół podst.: 153

## Władze gminy
Według danych na rok 2011 administratorem gminy (norw. rådmann) jest Svein Tønnessen, natomiast burmistrzem (norw. ordfører, d. borgermester) jest Marius Nilsen.